# Jannyk Wissmann
Jannyk Wissmann (alternative Schreibweise Yannick Wissmann, * 8. Januar 2000) ist ein deutscher Handballspieler.

## Karriere
Wissmann spielte mit der A-Jugend des deutschen Erstligisten TVB 1898 Stuttgart in der Jugend-Bundesliga. Für die erste Mannschaft des Vereins bestritt er sein Bundesligadebüt am 25. April 2019 gegen die Füchse Berlin. Aktiv läuft er für die 2. Mannschaft des TVB in der Baden-Württemberg Oberliga auf. Mit dem TVB Bittenfeld 2 stieg er 2025 in die 3. Liga auf.